# Вулиця Праведниці Шулежко (Черкаси)

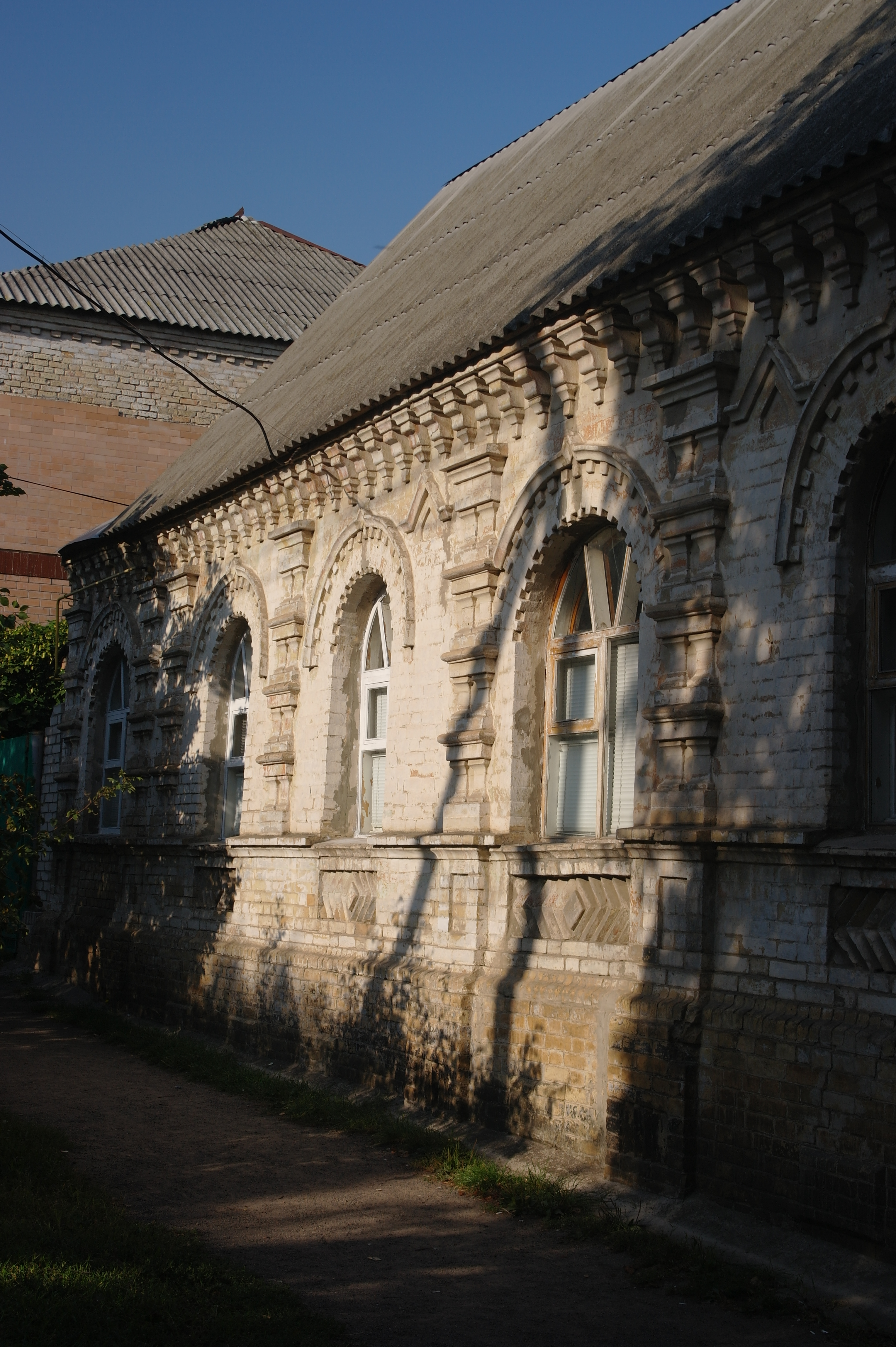
Буд. 33, пам'ятка архітектури

Вулиця Праведниці Шулежко — вулиця у Черкасах.

## Розташування
Вулиця починається від узвозу Білоцерківського і простягається на південний захід, закінчується перехрестям із вулицею Івана Ґонти.

## Опис
Вулиця неширока, асфальтована. В 1967 році до вулиці були приєднані провулок Лесі Українки і частково вулицю Раїси Кириченко та провулок Павлова.

## Походження назви
Вулиця утворена 1884 року і називалась спочатку Дубіївська. В 1941 році перейменована на честь Олександра Пушкіна, російського письменника. Черкаська міська рада на сесії 22 грудня 2022 проголосувала за нові назви для 106 вулиць і провулків, з них вулицю Пушкіна змінено на Праведниці Шулежко — вихователька, яка в роки німецької окупації врятувала від смерті і голоду 102 дітей, серед яких 25 дітей були євреями.

## Будівлі
По вулиці розташовані багатоповерхівки та приватні будинки, між вулицями Благовісною та Надпільна праворуч знаходиться старе кладовище.